# Зовнішній подразник
Зовнішній подразник — це будь-який фактор з навколишнього середовища, який впливає на організм або систему ззовні та викликає відповідну реакцію. Це може бути:
- Фізичний подразник (наприклад, звук, світло, температура, дотик)
- Хімічний подразник (запах, дим, отруйні речовини)
- Біологічний подразник (бактерії, віруси, укуси комах)
- Психологічний подразник (стресові ситуації, конфлікти, несподівані новини)

В організмі такі подразники активують відповідні рецептори, що передають сигнал у центральну нервову систему для обробки та подальшої реакції (наприклад, рух, біль, емоції).